# Nuciculture

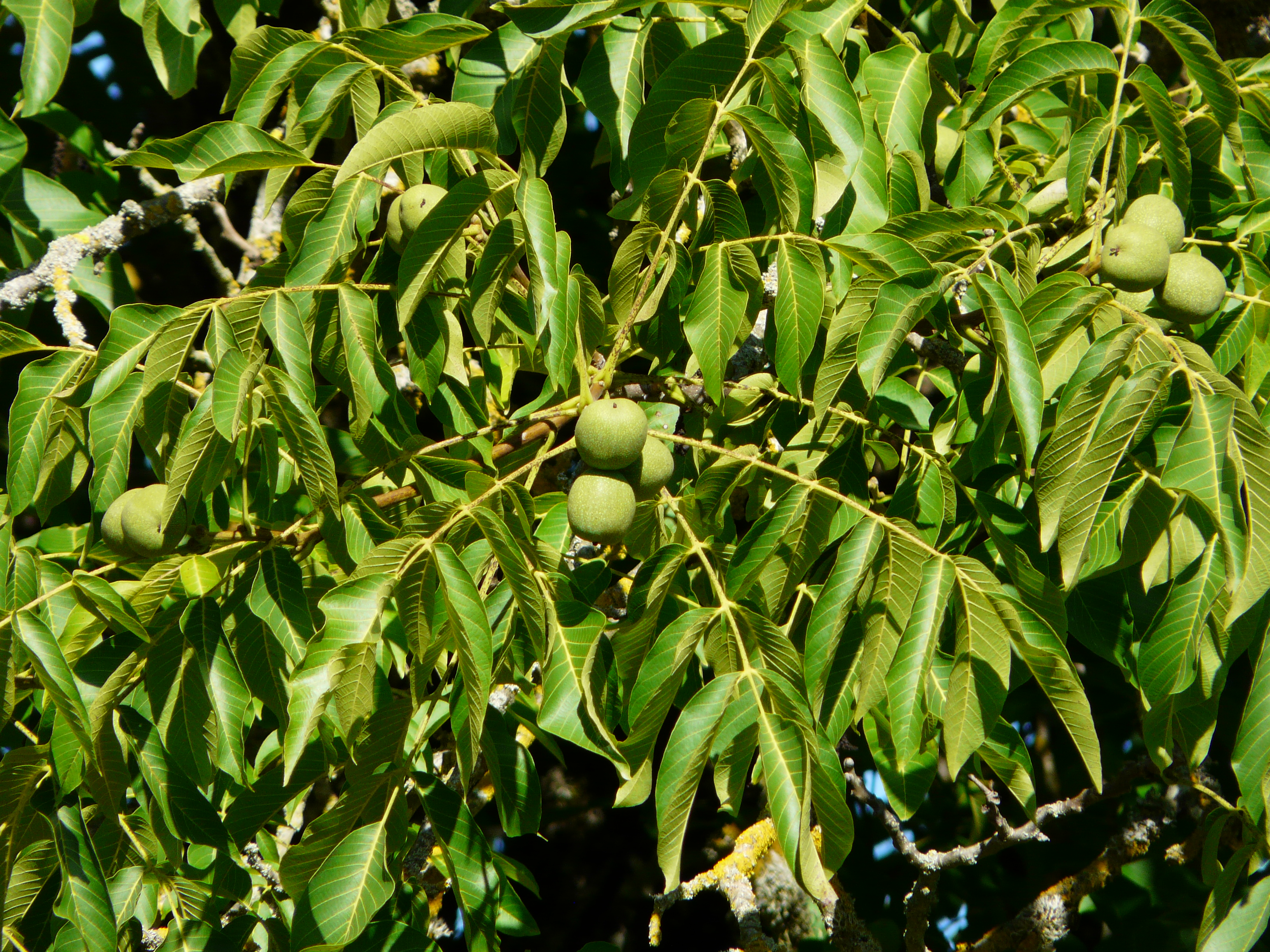
Noyer en Dordogne.

La nuciculture est, dans la terminologie de l'administration française, la monoculture du noyer au sein de vergers spécifiques nommés « noyeraie ». Le noyer de la famille des juglandacées est cultivé pour son fruit la noix qui se récolte à l'automne mais aussi pour son bois.
Tout est utilisé dans le noyer, son fruit dont on peut faire de l'huile de noix ; son bois utilisé en ébénisterie entre autres ;  ses racines connues sous le nom de « ronce de noyer » ; l'écorce qui est utilisée comme laxatif ; les feuilles utilisées en pharmacologie  ; les chatons qui servent à faire du vin de noix.

## La nuciculture en Dordogne
Dans le département de la Dordogne, la nuciculture est très présente dans l'économie locale notamment entre Lanouaille et Sarlat en passant par le canton de Hautefort. En Dordogne, il existe plusieurs variétés dont la corne, la franquette. 
Il se déroule dans ce département, chaque année, la fête de la Noix dans la commune de Nailhac (le troisième week-end du mois d'Août) où est célébré le savoir-faire local de la nuciculture. 

## La nuciculture en Charente
En 1920, la Charente était le deuxième département producteur de la noix.
En Charente, il existe plusieurs variétés dont la franquette, fernor, chandler.

## La nuciculture enIsère
Les  noix de Grenoble représentaient 1 050 producteurs en 2010. La noix a obtenu son AOC en 1938. Elles sont exportées en Espagne, en Allemagne et aussi en Italie. Les Italiens en sont particulièrement friands.
La noix est aussi cultivée pour son huile.